# Cowboys from Hell
Cowboys from Hell è il quinto album in studio del gruppo musicale statunitense Pantera, pubblicato il 24 luglio 1990 dalla Atco Records.

## Descrizione
È considerato l'album della svolta per la maturazione stilistica del gruppo, precedentemente legata al heavy metal classico. Il genere di questo disco è oggetto di continui dibattiti, dovuti alla sua difficile catalogazione. Molto avvertibile è l'heavy metal in stile Judas Priest (brani come Domination, Shattered e The Art of Shredding sono un esempio) e la voce potente e acuta di Philip Anselmo riecheggia lo stile canoro di Rob Halford. Non mancano comunque sonorità ispirate allo speed/thrash metal anni ottanta stile Metallica e Slayer (Heresy ne è un esempio), che si possono ascoltare nei riff chitarristici di Dimebag Darrell. A parte le influenze, l'album presenta uno stile molto originale, che contribuì a rendere i Pantera un gruppo molto affermato. Dal successivo Vulgar Display of Power, la band sarà conosciuta in tutto il mondo come precorritrice del genere groove metal.
Nel 2010, dopo quasi vent'anni, l'album ha debuttato nella Billboard 200, precisamente alla 117ª posizione. In precedenza aveva raggiunto la 27ª posizione della Heatseekers.

## Tracce
Testi e musiche di Phil Anselmo, Diamond Darrell, Rex Brown e Vinnie Paul.
1. Cowboys from Hell – 4:06
2. Primal Concrete Sledge – 2:13
3. Psycho Holiday – 5:19
4. Heresy – 4:45
5. Cemetery Gates – 7:03
6. Domination – 5:02
7. Shattered – 3:21
8. Clash with Reality – 5:15
9. Medicine Man – 5:15
10. Message in Blood – 5:09
11. The Sleep – 5:47
12. The Art of Shredding – 4:16

## Formazione
- Phil Anselmo – voce
- Dimebag Darrell – chitarra
- Rex Brown – basso; chitarra acustica e pianoforte (traccia 5)
- Vinnie Paul – batteria

## Classifiche
| Classifica (1992)         | Posizione massima |
| ------------------------- | ----------------- |
| Stati Uniti (heatseekers) | 27                |
| Classifica (1995)         | Posizione massima |
| Svezia                    | 46                |
| Classifica (2010)         | Posizione massima |
| Stati Uniti               | 117               |
| Stati Uniti (catalog)     | 8                 |